# No soy una de esas
«No soy una de esas» es una canción interpretada por el dúo mexicano Jesse & Joy junto al cantautor y compositor español Alejandro Sanz. Fue lanzada por la compañía discográfica Warner Music México como el segundo sencillo oficial del disco Un besito más a finales de noviembre del 2015. La canción fue escrita por ellos mismos junto con Alejandro.

## Vídeo musical

### Filmación
El vídeo fue grabado bajo la dirección de Esteban Madrazo y publicado en el canal del dúo en YouTube el mismo día de lanzamiento.

## Promoción
La cantaron en su gira en vivo Un Besito Más Tour además también está dentro de las listas de canciones incluidas en sus giras musicales.

## Lista de canciones

### Descarga digital[8]
| No soy una de esas (feat. Alejandro Sanz) — Single |                                             |          |  |
| N.º                                                | Título                                      | Duración |  |
| 1.                                                 | «No soy una de esas (feat. Alejandro Sanz)» | 3:30     |  |

### Descarga digital - remix[9]
| No soy una de esas (feat. Alejandro Sanz) [Sky Remix] — Single |                                                         |          |  |
| N.º                                                            | Título                                                  | Duración |  |
| 1.                                                             | «No soy una de esas (feat. Alejandro Sanz) [Sky Remix]» | 3:14     |  |

## Listas musicales
| País           | Chart     | Lista                  | Mejor posición |
| 2015           | 2015      | 2015                   | 2015           |
| -------------- | --------- | ---------------------- | -------------- |
| Estados Unidos | Billboard | Hot Latin Songs        | 22             |
| Estados Unidos | Billboard | Latin Pop Airplay      | 3              |
| México         | Billboard | Mexico Airplay         | 2              |
| México         | Billboard | Mexico Espanol Airplay | 1              |

### Anuales
| País   | Certificador   | Lista         | Mejor posición |
| 2016   | 2016           | 2016          | 2016           |
| ------ | -------------- | ------------- | -------------- |
| México | Monitor Latino | Top pop anual | 3              |

## Historial de lanzamiento
| Región | Fecha                   | Formato                     | Discográfica              | Ref.   |
| ------ | ----------------------- | --------------------------- | ------------------------- | ------ |
| México | 27 de noviembre de 2015 | Descarga digital, Streaming | Warner Music S.A. de C.V. | [ 15 ] |